# Som vi ser os selv
|  | Denne artikel er oprettet af botten Steenthbot ud fra en ekstern database. Den kan derfor have sproglige fejl eller mangler. Denne skabelon kan fjernes efter kontrol af indholdet. |

Som vi ser os selv er en dansk dokumentarfilm instrueret af Iben Niegaard.

## Handling
Fortællinger om livet i 50-erne skildret gennem amatørsmalfilmsoptagelser og tidens reklamer.